# علم مسيحي

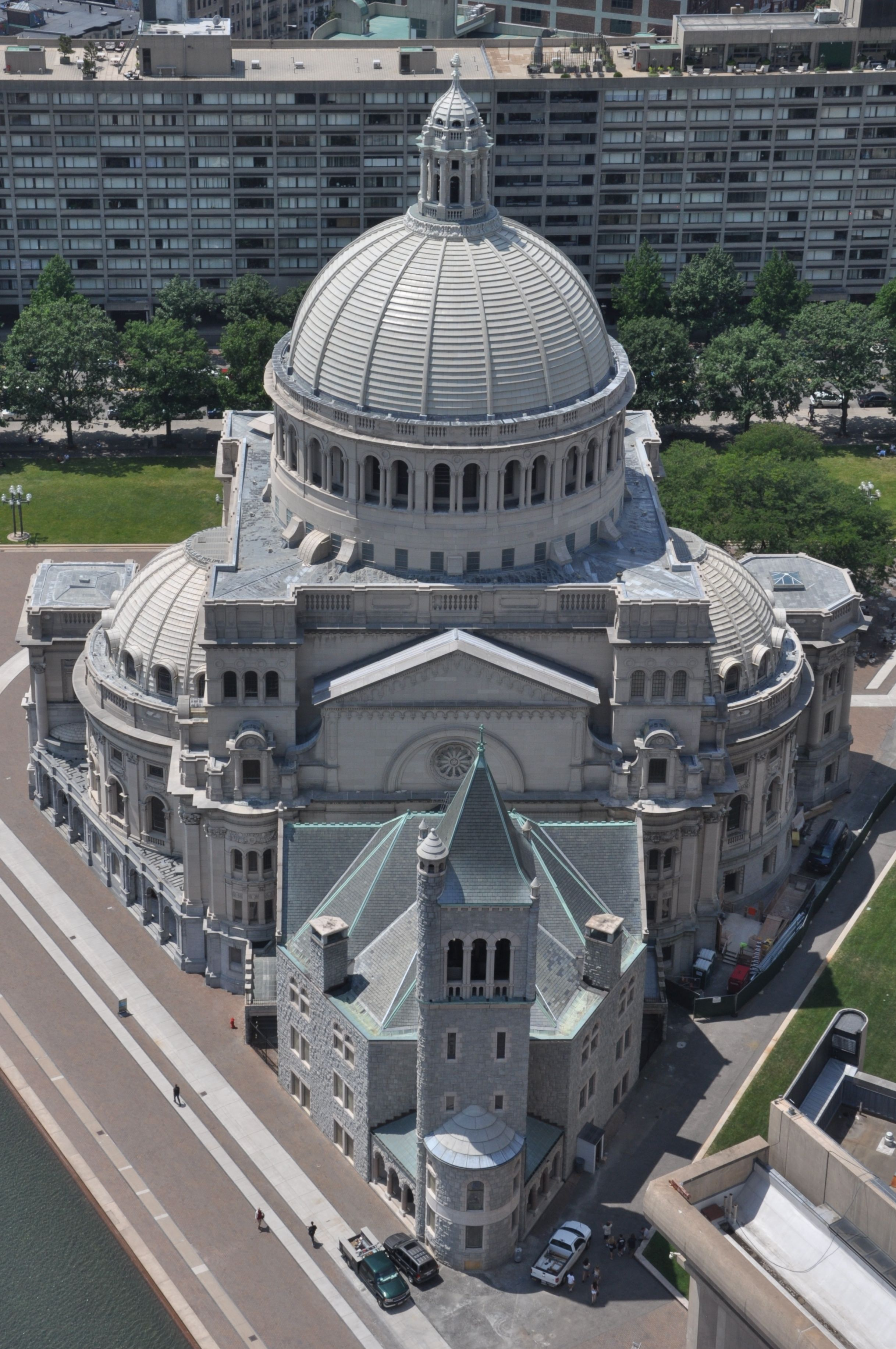
كنيسة المسيح الأولى، بوسطن وهي مهد جماعة العلم المسيحي.

يُشير علم الاستشفاء المسيحي أو العلم المسيحي إلى المعتقدات والممارسات المرتبطة بأعضاء كنيسة المسيح، العالِم. يُعرف أتباع جماعة العلم المسيحي باسم طلاب العلم المسيحي، وأحيانًا يُطلق على الكنيسة تسمية كنيسة العلم المسيحي. أسّست ماري بيكر إيدي الكنيسة في نيو إنجلاند في القرن التاسع عشر. في العام 1875 نشرت إيدي كتابها العلوم والصحة مع مدخل إلى الكتاب المقدس، والذي وضّح معالم لاهوت كنيسة العلم المسيحي. وأصبح ذلك الكتاب النصَّ الرئيسي لأتباع كنيسة العلم المسيحي، بالإضافة إلى الكتاب المقدس، وبحلول العام 2001 بيعت منه أكثر من تسعة ملايين نسخة.
في العام 1897، منح كومنولث ماساتشوستس إيدي و26 من أتباعها ترخيصًا لتأسيس «كنيسة المسيح (العالِم)»؛ وأعيد هيكلة الكنيسة وتحوّل اسمها إلى «كنيسة المسيح، العالِم» في العام 1892. وفي العام 1894، بُنيت الكنيسة الأم، كنيسة المسيح، العالِم الأولى، في بوسطن، بولاية ماساتشوستس. وأصبح العلم المسيحي الدين الأسرع نموًا في الولايات المتحدة، إذ شهد انضمام 270,000 عضوًا بحلول العام 1936، وهو رقم انخفض بحلول العام 1990 إلى 100,000 تقريبًا. وبحلول العام 2009، يُقال أنّ عدد الأعضاء بلغ أقلّ من 50,000. تُعرَف الكنيسة بصحيفتها، كريستشن ساينس مونيتور، التي فازت بسبع جوائز بوليتزر بين الأعوام 1950 و2002؛ كما تُشتهر بغرف القراءة العامة في جميع أنحاء العالم.
ذكرت إيدي أن كنيسة العلم المسيحي تمثّل عودة إلى «المسيحية الأوليّة وعنصر الشفاء الذي خسرته». ثمة اختلافات رئيسية بين لاهوت كنيسة العلم المسيحي واللاهوت المسيحي التقليدي. يتجلّى ذلك بصورة خاصة في إيمان أتباعها بنسخة راديكالية من المثالية الفلسفية، إذ يعتقدون أن الواقعَ روحاني بصورة بحتة وأنّ العالم المادي مجرّد وهم. كما يظهر ذلك في فكرة أن المرض هو عارِضٌ عقلي وليس اضطرابًا جسديًا، وأنه لا يجب معالجة المريض بالأدوية، بل باللجوء إلى نوعٍ خاص من الصلاة التي تهدف إلى تصحيح المعتقدات المسؤولة عن وهم الوعكة الصحية.
لا تُوجِب الكنيسة على أتباعها تجنّب الرعاية الصحية –إذ يلجأ أتباعها إلى أطباء الأسنان، وأطباء العيون، وأطباء التوليد، وللأطباء في حال كسر العظام، ويحصلون على اللقاحات إذا كانت مفروضة بموجب القانون– لكنها تؤكد أن صلاة العلم المسيحي تكون أكثر نجاعةً إذا ما لم تُقترن بالعلاج الطبي. والوجه الأكثر إثارة للجدل هو تسبّب الاعتماد على الصلاة وتجنب العلاج الطبي في وفاة العديد من أتباع الكنيسة وأطفالهم. بين ثمانينيات القرن التاسع عشر وتسعينيات القرن العشرين، تعرّض بعض الآباء وغيرهم للملاحقة القضائية، وفي بعض الحالات، أدينوا بالقتل غير المتعمد أو الإهمال.

## نظرة عامة

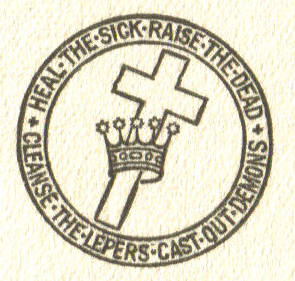
شعار العلم المسيحي

### العائلة الميتافيزيقية
نجم عن الفترات المتلاحقة من حركات الإحياء البروتستانتي المسيحي انتشار الحركات الدينية الجديدة في الولايات المتحدة. ففي النصف الأخير من القرن التاسع عشر، شمل ذلك ما راح يُعرف باسم العائلة الميتافيزيقية: إذ ظهرت مجموعات مثل كنيسة العلم المسيحي، وكنيسة العلم الإلهي، وكنيسة الوحدة المسيحية، وفيما بعد ظهرت الكنيسة المتحدة للعلوم الدينية. منذ تسعينيات القرن التاسع عشر، أصبح القسم الليبرالي من كنيسة العلم المسيحي يُعرف باسم الفكر الجديد، وذلك بهدف تمييزه عن كنيسة العلم المسيحي الأكثر رسمية.
أشار مصطلح ميتافيزيقي إلى المثالية الفلسفية التي تبنّتها الحركة، وتجلّت في الإيمان بتفوّق العالم العقلي. ويعتقد أتباع الكنيسة أن الظواهر المادية إنما هي نتيجة لحالات عقلية، وهي وجهة النظر القائلة إن «الحياة وعي» و «الربّ عقل». وأُطلق على السبب الأسمى العقل الإلهي، والحقيقة، والربّ، والحب، والحياة، والروح، والمبدأ، أو الأب–الأم، وهو ما يُظهِر بعض أوجه فلسفة أفلاطون، والهندوسية، وبيركلي، وهيغل، وسفيدنبوري، والفلسفة المتعالية.
أصبحت المجموعات الميتافيزيقية تُعرف باسم حركة علاج العقل بسبب تركيزها الشديد على الشفاء. في ذلك الوقت، كانت المعالجة الطبية ما تزال في مهدها، وبدونها تمكّن المرضى من التحسّن بشكل دوري. أتاح ذلك الفرصة لمجموعات علاج العقل، والذين آمنوا أن المرض ليس سوى غياب «التفكير الصحيح» أو الإخفاق في الاتصال بالعقل الإلهي. تعود جذور الحركة في الولايات المتحدة إلى فينياس باركهيرست كويمبي (1866 – 1802)، الذي كان صانع ساعات من نيو إنجلاند ثمّ أصبح ممارسًا للعلاج العقلي، وتبنّى شعار «الحقيقة هي العلاج». ويُذكر أن ماري بيكر إيدي كانت من مرضاه، وهو ما أدى إلى نقاش بخصوص القدْر الذي اقتبست كنيسة العلم المسيحي من أفكاره.
يكمن وجه الفرق بين حركة الفكر الجديد وكنيسة العلم المسيحي في أن إيدي اعتبرت آراءها وحيًا فريدًا ونهائيًا. وثمة فرق آخر في فكرة إيدي عن المغناطيسية الحيوانية الخبيثة (والتي تزعم إمكانية تأذي الأشخاص بسبب أفكار الآخرين الشريرة)؛ وهنا يظهر عنصرُ الخوف الذي لم يحضر في أدبيات حركة الفكر الجديد. والأهم من ذلك، رفضت إيدي الاعتراف بالعالم المادي واعتبرته وهْمًا، وأنّه مجرّد تابع للعقل؛ وأدّى بها ذلك إلى رفض اللجوء للطب، أو المواد الطبية، مما جعل كنيسة العلم المسيحي أكثر المجموعات الميتافيزيقية إثارة للجدل. اعتبرت إيدي الواقعَ روحيًا صرفًا.

### لاهوت كنيسة العلم المسيحي
وفقًا لما ذكره المؤرخ جيه غوردون ميلتون، يصنّف قادة كنيسة العلم المسيحي دينَهم ضمن التعاليم المسيحية السائدة، ويرفضون أي ارتباط مع حركة الفكر الجديد. تأثرت إيدي بشدة بتربيتها الدينية الأبرشانية. وفي معتقدات هذه الكنيسة، يؤمن أتباعها «بوحي كلام الكتاب المقدس دليلًا كافيًا [لهم] للحياة الأبدية... ويعترفون ويعبدون ربًّا واحدًا متعاليًا لا مُتناهيًا... [و] يعترفون بابنه، المسيح الأوحد؛ والروح القدس؛ والإنسان على صورة الله ومثاله». عند تأسيسها كنيسة المسيح، العالِم، في أبريل من العام 1879، كتبت إيدي أنها تريد «إعادة إحياء المسيحية الأولى وعنصر الشفاء الذي خسرته». فيما بعد، ذكرت إيدي أن كنيسة العلم المسيحي مثّلت نوعًا من المجيء الثاني وأن كتابها العلوم والصحة مع مدخل إلى الكتاب المقدس كان وحيًا. في العام 1895، في دليل الكنيسة الأم، حددت الكتاب المقدس وكتابها العلوم والصحة مع مدخل إلى الكتاب المقدس باعتبارهما «راعي الكنيسة الأم».
يختلف لاهوت كنيسة العلم المسيحي عن المسيحية التقليدية من عدة أوجه. يُعيد كتب إيدي العلوم والصحة مع مدخل إلى الكتاب المقدس تفسير المفاهيم المسيحية الأساسية، بما في ذلك الثالوث، وألوهية يسوع، والكفارة، وقيامة يسوع؛ بدءًا من طبعة العام 1883، أضافت إيدي إلى العنوان مع مدخل إلى الكتاب المقدس وأدرجت مسرد مصطلحات أعاد تعريف المفردات المسيحية. من ضمن المعتقدات الجوهرية لإيدي هو الرأي القائل بأن العالم الروحي هو الواقع الوحيد وأنه صالحٌ تمامًا، وأن العالم المادي، بما فيه من شرّ، وأمراض، وموت، هو مجرّد وهْم. وفقًا لبرايان رونالد ويلسون، نظرت إيدي إلى الإنسانية بوصفها «فكرة عن العقل» وأنها «كاملة، وأبدية، وغير محدودة، وصورة عن الإله»؛ أما ما أطلقت عليه إيدي اسم «الإنسان الفاني» فهو ببساطة نظرة الإنسانية المشوهة عن نفسها.

## معرض صور

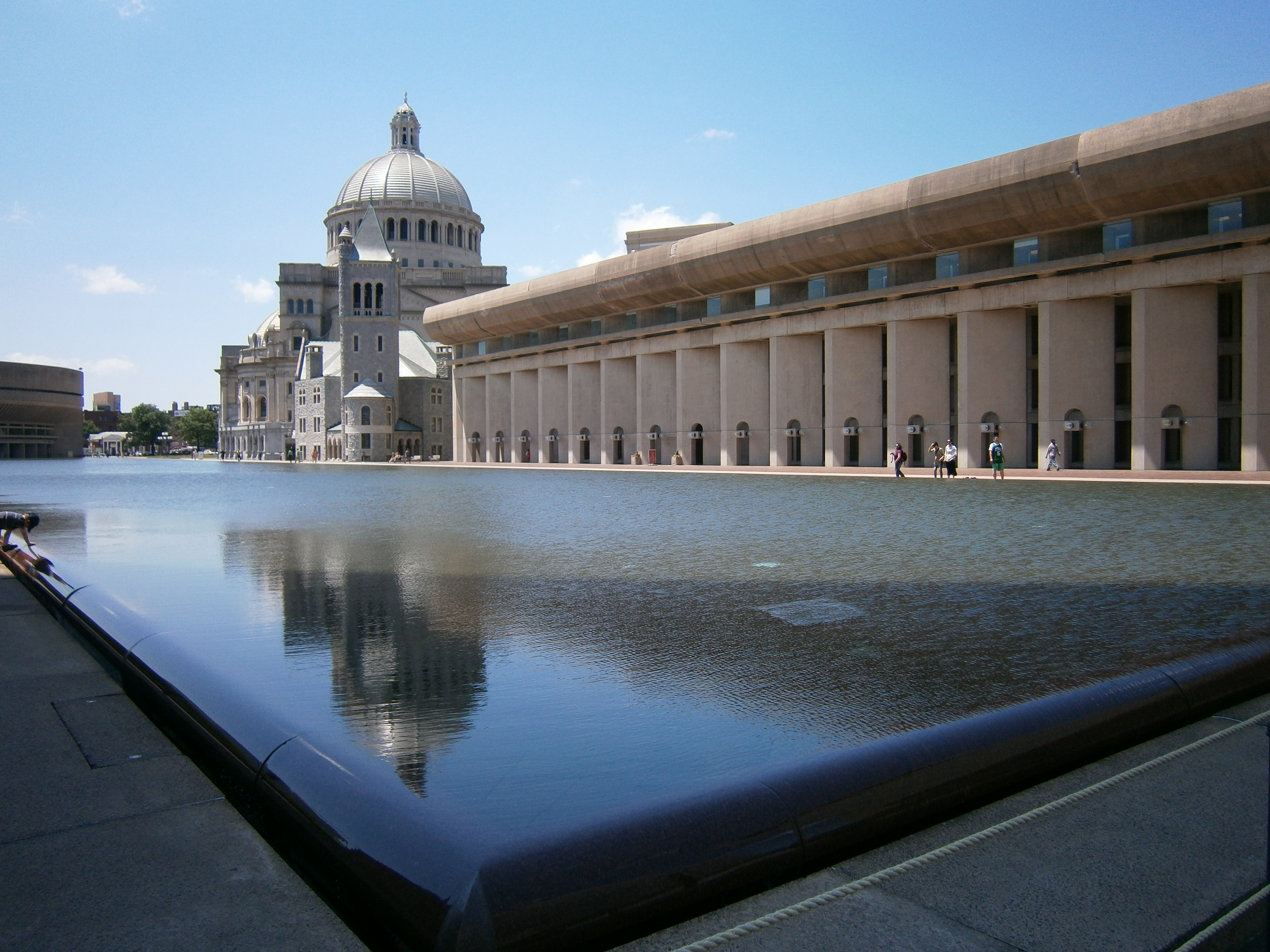
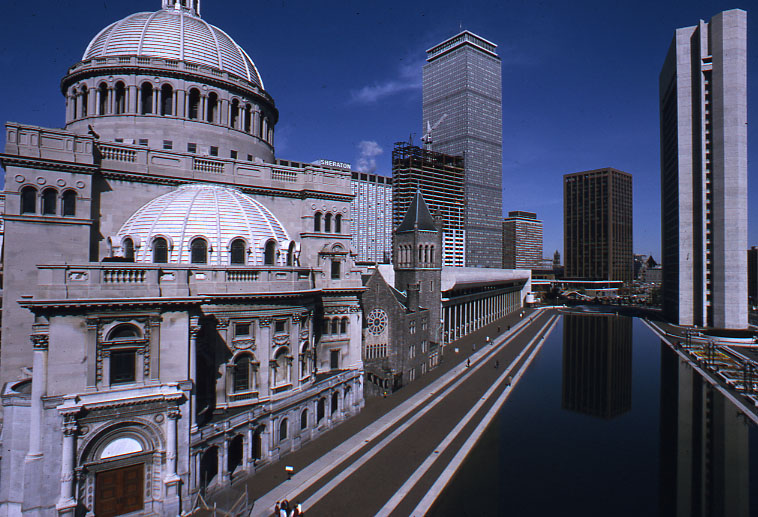
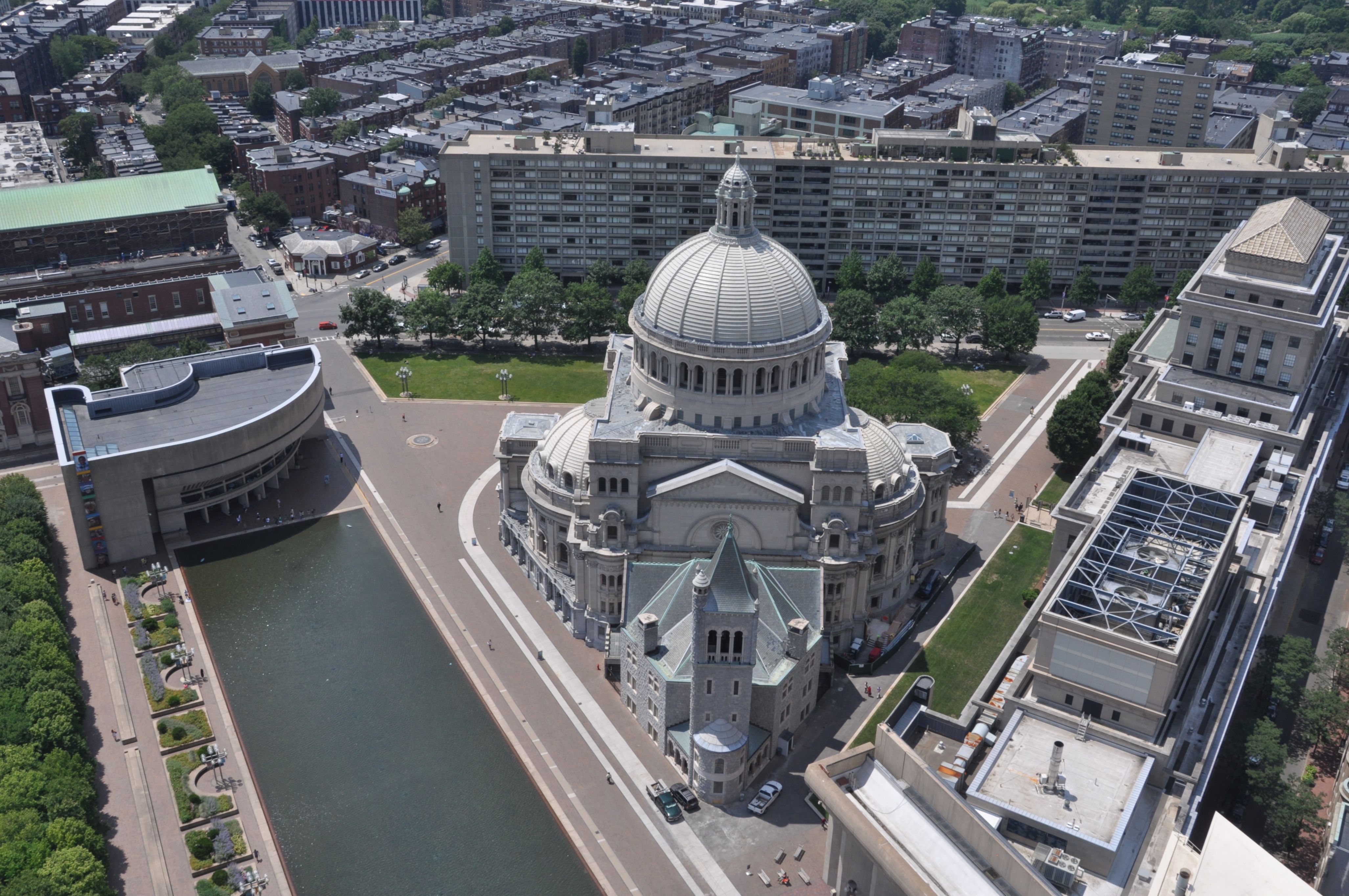